# Merwin Mondesir
Merwin Mondesir (Toronto, 21 febbraio 1976) è un attore canadese.

## Filmografia

### Cinema
- Seventeen Again (2000)
- Bones (2001)
- Godsend - Il male è rinato (Godsend), regia di Nick Hamm (2004)
- Plague City: SARS in Toronto (2005)
- Al ritmo del ballo (How She Move), (2007)
- Lost Boys: The Tribe (2008)
- ESP - Fenomeni paranormali (2011)
- Deserto rosso sangue (It Stains the Sands Red), regia di Colin Minihan (2016)

### Televisione
- Straight Up (1996-1998)
- Riverdale (1997-2000)
- Drop the Beat (2000)
- The Ripping Friends (2001-2002)
- Soldier's Girl – film TV, regia di Frank Pierson (2003)
- Noah's Arc (2006)